# 超心理学
超心理学（ちょうしんりがく、英語: parapsychology）とは自然現象では説明できないと思われる超常現象を研究する心理学の一部門ことである。

## 概要
日本超心理学会によれば、超心理学は、未だに物理的には説明がつかない、心と物あるいは心同士の相互作用を科学的な方法で研究する学問だとされる。リン・ピクネットの書籍では、既知の自然の法則では説明できない現象を研究する学問、としている。
羽仁礼は、超心理学とは、いわゆる超能力を研究対象とするものだと説明した。具体的な研究対象は、基本的にはESP (extra-sensory perception) とサイコキネシス（念力）だとされる。前者には、テレパシー、予知、透視などが含まれる。ただし実際には、超心理学は臨死体験や体外離脱、前世記憶、心霊現象をも研究対象に含む場合もある。
研究対象は超自然的なものであるが、（各国の）超心理学会などでは「方法論は実験心理学の規範に準拠する」としている。被験者の割付けやデータの統計学的検定といった研究計画については通常の実験心理学よりもかなり厳密に行われており、追試が可能な形で行うことを目指す、あるいは実際に行うというものである。日本超心理学会は、その存在の有無や仕組みを、科学的手法に基づき、特に行動科学の手法を用いて明らかにしようとしている、としている。
ただし、この学問に対する評価には幅があり、「科学と認められる」とする者、「科学的なものとしては認めるが心理学ではない」とする者、「研究対象となるべき現象（超感覚的知覚能力など）がそもそも存在しない」とする者、「疑似科学の範疇」とする者など、様々である。だが、欧米の有名大学において博士号を授与されてきたという点で、超心理学は、超常現象・心霊現象に関する研究の中では最も科学的でアカデミックな色彩が強い分野である、と羽仁礼は解説した。
J・B・ラインとその弟子たちら、超心理学の創成期の人々が残した華々しい研究成果は、その後に実験条件を厳しくされたことによって、次々と否定されるに至った、ともされ、また、その後新しい手法が開発されると、偶然の期待値を上回る好結果が発表されるが、それがやがて否定される、ということが繰り返されており、超心理学者らは現在でも研究の対象がそもそも実在することを証明することにかなりの労力を費やしている、と羽仁礼は指摘した。

日本では、広義の超心理学が「サイ科学」と呼ばれることがあるが、サイ科学はオカルト的な要素も含むため、超心理学とは分けて考えるべきだとする見解もある。

## 歴史
「超心理学」は「心霊研究」(psychical research)として知られていた。
英国では1882年に心霊現象研究協会が設立され、テレパシー、メスメリズム、霊媒、幽霊、幽霊屋敷などの研究が行われた。この英国の協会をモデルとして、アメリカ心霊研究協会(1885年)、デンマークの心霊研究協会(1905年)などをはじめとする組織が各国につくられた。
歴史的にはジェームズ、フロイト、ユング、ウィリアム・マクドゥーガル、アイゼンクといった者たちも超心理学に関わることもあった。
「超心理学」という言葉が造語されたのは1889年のことであり、ドイツの美学者あるいは心理学者マックス・デソワール （Max Dessoir）によるものである。
一般に、「parapsychology」（超心理学）という用語が広く使われるようになったのは、アメリカ合衆国ノースカロライナ州ダラムのデューク大学に超心理学研究室が設置され、1927年にスコットランド出身の心理学者ウィリアム・マクドゥーガルが教授として迎えられ、同年にJ・B・ラインとその妻ルイザも参加したことにより、ラインがこの「超心理学」という用語を広めたとされる。ラインは、「超心理学の父」ともされる。ラインは後に自ら創設した超心理学研究室の主任となった。
1930年には、この超心理学の実験作業が本格的にスタートした。
J・B・ラインの計画は、千里眼、テレパシー、予知、サイコキネシスなどの「霊能力」が、管理された研究室の条件下で、著名な演技者を使わなくても実演可能であることを示すことだった、という。そこで、まず心霊調査を信頼できる学問とする作業に着手したといわれ、1934年に発行された著書『超感覚的知覚』は広く読者を獲得し、「ESP」という用語を一般に知られるものとした、という。

ゼナー・カード。創成期の超心理学者らは、テレパシーの実験にこのゼナーカードを用いた。

ラインのゼナー・カードを使った実験結果のなかに顕著に目立つものがあった。ラインの実験はいたるところで再現され、1938年には『超心理学雑誌』が創刊され、新しい学問分野が出現しつつあるように思われた。
ラインの助手のベティ・ハンフリーは、テストの結果は、開始時が最も良く、次第に下降し、テストを続行すると再度上昇に転ずる、ということを発見した。これは「U曲線」「低下効果」「退屈要因」などと呼ばれるようになったといわれ、超心理学の分野では再現可能な最初の発見事項とされている、という。
また、ニューヨークの超心理学者ガートルード・シュマイドラーは「山羊・羊効果」を発見した、とされる。これは、ESPを信じる被験者は、信じない被験者に比較すると、良好な結果を出す傾向がある、という内容のものである。(→#ヤギ・羊効果)
1957年には、超心理学研究の水準を引き上げることを目的として、アメリカ合衆国で超心理学会（超心理学協会、PA）が結成された。この学会は、世に認められている通常の学問分野と同様に、査読制度を採用した専門誌を発行している。
1965年、ラインが退職し、この超心理学研究室は現在は大学からは独立した超心理学研究所として存在している、というが、ラインが主導して1957年に設立された「超心理学協会」は、1969年に米国科学振興協会の下部機関に認定された。
J・B・ラインの後に、様々な手法が開発された。例えば、ラインが用いたゼナー・カードに代わって、「無作為事象生成装置」というものが超心理学研究室の標準的な装置になった、という。しかし、何十年も続いた彼の研究は、その後継者でデューク大学研究センターの所長だった者が1974年に実験結果を握造したことを理由に告発されるにおよんで大きく失墜した。
物理学者のヘルムート・シュミット (物理学者)が、放射性崩壊のような予測不能の物理現象に対するサイコキネシスの効果を検知する可能性を示し、これはプリンストン大学のロバート・ジャンをチーフとする研究チームによって正しく再現された、ともされる。
現代の超心理学実験は非常に巧緻を極めており、その方法論も大変進んできている。
上記の米国や欧州とは文脈が大きく異なるが、日本では、福来友吉（1869–1952）が、心霊研究や超心理学の草分けとなったとされ、東京帝国大学の助教授時代に、御船千鶴子の存在を知り、またその後、長尾郁子の研究を行った、とされる。
現在の日本では、日本超心理学会（初代会長：小熊虎之助明治大学教授→二代目会長：大谷宗司防衛大学校心理学名誉教授）や日本サイ科学会（創立者：関英男／会長：佐々木茂美電気通信大学名誉教授）において、行動科学から認知心理学、さらには素粒子物理学を基にした検証や論究が継続されている。

## 研究室や学部の設置状況 等
米国において超心理学の専門の学部を備えた大学は、カリフォルニア州オリンダのジョン・F・ケネディ大学1校である、という。ただし心理学部の大学院課程で研究が継続できる大学が、J・F・ケネディ大学以外に数校あるという。
イギリスにおいては、（1983年以前には）エディンバラ大学、サレー大学、アストン大学の3大学において、個人ベースで超心理学の大学院教科研究が提供され、数名の心理学部の学生が心霊現象の研究論文で博士号の学位を取得した、とされる。そして、1983年にアーサー・ケストラーの遺書により、遺産70万ポンドが、イギリス初の超心理学部の創設のために寄託された。オックスフォード大学はその寄附を拒み、これに対してエディンバラ大学とカーディフ大学が名乗りを上げた。結局、この学部は「ケストラー記念超心理学部」と名づけられ、エディンバラ大学に設置された。1985年にロバート・L・モリスが初代の主任教授に任命された。
ヨーロッパでは、イギリス以外にオランダのユトレヒト大学でも超心理学研究室が設置されたが、同研究室が閉鎖された後では、エディンバラの超心理学部がヨーロッパでは唯一の専門学部だとされる。
日本の大学には超心理学を専門とする学部や学科は存在しないが、明治大学情報コミュニケーション学部では、教授の石川幹人や准教授の蛭川立らが超心理学的な研究も行っており、同大学院ではそのような研究で博士号を取得することが可能だとされる。

## 研究者の態度のマッピング
マイケル・フリードランダーは、概観すると超常現象が実在すると頑固に信じている人と、実在を頭から一切否定する人に、真っ二つに分かれていると指摘した。この両者の中間地帯に、比較的人数が少ない、第三のグループが存在していて、超常現象に関する主張を検討するにはやぶさかでないという姿勢で実験に勤しんでいる。この第三のグループも、さらに二派に分かれているように見えると述べられることがあり、片方の派は、非常に懐疑的であるものの、厳密で科学的な対照標準を持ち込んで実験や研究を行っている。この人たちは、今でも中立的な姿勢を守っており結論を出していないが、（超常現象の実在の立証に関して）成果と呼べるようなものは今日まで提出していないと言う。もうひとつの派は、上記の派とは鏡像のような関係にあり、現代科学のテクニックを大いに活用しているものの、超常現象を共感をもって受け入れたがっていて、実験の対象に（上記の派に比べて）より思いやりがあり、また自身の過ちにも寛容であるように見える、と述べた。
研究者の態度について、石川幹人明治大学教授は、公開サイト「超心理学講座」の「超心理学における7つの誤解」では、「（超心理学者は）信奉は棚上げにして、経験的事実にもとづいた研究を行なっている。超心理学者のなかには、懐疑論者も多くいる。当然、霊魂の存在などを前提とすることはない。」とした。

## 研究・実験の例

### 初期
この種の研究でもっとも有名なのは、ジョゼフ・ラインが行なったテレパシーあるいは「超感覚的知覚」(ESP)の研究である。ラインの方法の一つはボランティアを集め、特別なカード（ゼナー・カード）のなかから、ランダムに一枚を選んで伏せ、それがどんな図柄のカードか、被験者に当てさせることであった。この研究は統計学の見地からも難癖のつけようがない結果を出した、といわれる。例えば、実験対象者の一部は普通に予想される5回以上の的中率を反復的に実現することを示した、という。その一方で、ラインの実験結果のほとんどに批判が寄せられている、ともされる。ただし批判があるにせよ、「霊」の存在の介在を排した形での超能力研究を確立した意味で、ラインの功績は評価されるべきだ、ともされる。

### 現代
ロバート・ジャンやチャールズ・ホノートンなどといった人々が行っている現代の実験では、被験者が実験装置から感覚的な手がかりを得たりしないように、電子機器やコンピュータによる乱数、地球にランダムに降り注ぐ宇宙線などを利用して標的の選択を自動化している。
ロバート・ジャンとその協力者らによって、プリンストン大学工学部の変則現象調査研究所で行われた実験は、ランダムに選ばれる数列に対して、精神が何らかの影響を与えられるのではないかという可能性を測定するために、大規模テストを自動的に行う電子装置を設計し、被験者らは、選ばれた数値を大きくしたり小さくしたりするように求められた。ジャンの実験のサンプル数、試行回数はきわめて大きかった。例えば、平均値の予想が100.00となるテストを、55000回試行し、ある被験者はスコアを上げようと努力した時の平均は100.082に、逆に下げようとしたときには平均が99.86になったと報告された。
（この実験についても、批判者たちは例によって、実験手続きや統計分析を微に入り細に穿って検証し、懸念を表明した）
スタンフォード研究所（SRI）に在籍していた科学者、ラッセル・ターグとハロルド・パソフは、遠くの情景を叙述できると述べるユリ・ゲラーの透視能力をテストした。ゲラーから数百マイル離れたテストの現場へ出かけ、ゲラーは前もって決められていた時間に、遠く離れた場所にいる実験者のまわりの景色がどうなっているか言葉や絵で描写した。パソフとターグは、描写を採点するシステムを考案した。論文を書き上げ、査読制度がある科学雑誌「ネイチャー」に投稿し、それが掲載されるという栄誉を受けた。（だが、絵の同定方法や実験手続きが批判を受けた。）

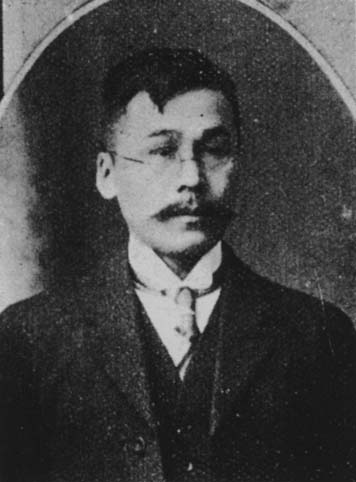
日本での超心理学の草分け、福来友吉。念写を研究した。

ケストラー記念超心理学部の主任教授であったロバート・モリスは、チャールズ・ホノートンと合流し、ホノートンはガンツフェルト実験を開発した。（ガンツフェルトとは「全体野」を意味する）。ガンツフェルト実験では、被験者の目はアイマスクで覆われ、耳にはイヤホンを付け、ホワイトノイズが流される。被験者の全感覚、すなわち全体野への入力がどれも遮断されるのである。こうして世界から感覚的に隔絶した状態で被験者は隣の部屋で一連の絵を眺めている実験者からの情報を受け取ろうと試みる。この実験を何千回も繰り返すことによって、期待される確率よりもほんの少しだけ正しく有意な予知ができるという結果が得られたと言われている。ホノートンが厳密に練り上げた研究プログラムは、ホノートンが1991年に亡くなった後も続けられているとも言われている。

### 日本
小久保秀之、笠原敏雄らが、1990年代に日本で行われた研究についてまとめている。

## 実験結果に関わる要因
超心理学における実験では、以下の要因が重要とされている。

### ヤギ・羊効果
超心理学実験の得点は、超心理現象を信じる者（ヒツジ）が被験者の時は高く、超心理現象を信じない者（ヤギ）が被験者の時は低い傾向がある。この現象は偶然には1万分の1未満の確率でしか起きないにもかかわらず、集合実験でも個別実験でも検出された。この効果はジョン・パーマー、ガートルード・シュマイドラー、T・R・ローレンスなどの超心理学者らの実験によって検出された。パーマーによれば、実験が成功するという状況に被験者が「心理的快適さ」を感じていた場合、ターゲットを当てやすいとされる。

### 実験者効果
全く同一の実験であっても、実験者がだれであるかにより結果に違いが出ることがある。これを実験者効果と呼ぶ。「ヤギ・羊効果」は被験者側の信念が影響する例であるが、実験者側の信念も実験に影響することが広く知られている。
懐疑論者のリチャード・ワイズマンと超心理学者のマリリン・シュリッツが実験者効果を調べる実験を行ったところ、全く同じ条件の実験であるに関わらず、シュリッツが行った実験のみに優位な結果が得られた。ガートルード・シュマイドラーの実験では「独善的で冷たく自信過剰」な印象の実験者の結果が失敗しやすいという結果が出た。また実験者の妻が入院している期間のみ著しくスコアが低いという結果が出た実験なども見られる。

### 自発的想像傾向
自発的想像傾向とは「心のうちに自然に現れるイメージを積極的に求め、重要視する傾向」のことである。ジョン・パーマーの実験によれば、自発的想像傾向はESPが発揮されるについて重要な性格傾向であるとされる。こうした傾向を持つ被験者が、社会心理的に快適な状況の実験に参加すれば成功しやすいとされる。またフィオナ・シュタインカンプの実験では「外向性が高く、神経質傾向が低く、知能が高い」被験者はESP得点が高い傾向が見られた。そうした被験者は社会心理的快適さを得やすいため、と考えられる。

### 不正防止と科学的な方法
不正行為とその防止
「超心理学の実験では学者によって"でっちあげ"が行われている」といった批判的な見解を示す人もいた。「レヴィ事件」や「ソール事件」など、歴史上そうした事件は存在した。しかし、1970年代後半以降の超心理学上のデータについては（ガンツフェルト実験のメタ分析の結果）でっちあげ説は当てはまらない、とされる。
お蔵入り効果、全試行の記録、実験のメタ分析
超心理学を批判する者からは「お蔵入り効果」が生じている可能性が指摘されることがあった。「お蔵入り効果」とは、（超心理学に限らず自然科学の実験全般で起きる可能性があるもので）研究者が望みの結果ではない実験（"失敗"の実験）は報告せず「お蔵入り」にしてしまい、望み通りの結果が出た実験のほうばかりを報告すると基礎データに偏りが生じ、結論にも影響する、ということである。この問題は超心理学で初期から指摘されていたが、1974年からガンツフェルト実験のメタ分析（複数の研究報告をまとめて、全体の傾向を分析する手法）が発展するにつれ、これらの実験でこの効果が生じている可能性は否定されるに至った。メタ分析の結果、失敗した実験もお蔵入りされることなく報告されている状況が判明したのである。

## 仮説群
超心理学では、いわゆる「心霊現象」や臨死体験などの理解のしかたに関して、いくつかの仮説がある。
超ESP仮説では「死後生や霊魂の存在の証拠とされる心霊現象も、ESPや超能力によるものだと見なすことで、霊魂を想定しなくても説明可能になる」とする。これと対立するサバイバル仮説では「肉体の死後も何らかの存在が存続し続けていてそれが様々な超常現象を引き起こしている」とする。

## 懐疑的な見解と活動

### ロバート・キャロル
ロバート・キャロルは『懐疑論者の辞典』（査読を欠いた、ロバート・キャロルによる個人的な本・サイト）において「審読制のある超心理学の専門誌も少なくとも6誌ある。しかし、この研究分野の特徴は詐欺や欺瞞である。きちんと比較実験を立案して、統計データを解析する能力にも欠けている。」と述べた。また、「スーザン・ブラックモアのように、何年たっても超常現象の有意に支持する結果が見つからず、研究をあきらめてしまった超心理学者もいる」と書いた。
また肯定的結果を得たと主張する超心理学者が、サイの存在を支持しない研究結果をわざと無視して自分の研究結果を正当化してしまうことも多い、とし、ラインも自分の信念を支持しないデータは理由を付けて捨てていた、とした。(→#お蔵入り効果)

## 研究者となっている人物、および進路としての超心理学

### 人物
超心理学研究にあえて足を踏み入れていった科学者たちは、別に奇人変人というわけでもなく、疑似科学者だったというわけでもない。例えば、ピーター・フィリップスは見識ある物理学者であったし、テイラーは現代物理学に関する多くの啓蒙書を著したことでよく知られており、ロンドンのキングス・カレッジに講座ももっている。ロバート・ジャン (Robert G. Jahn)は、プリンストン大学の工学部で教授を務めている人物である。
これらの人物をはじめとする科学者らにとって、超常現象は、対象として扱い始めた時は、現代科学で用いられている実験方法によって解決可能な問題に見えていた。そう見えたにもかかわらず、成果らしい成果を出すには至らなかったとも言われているのである。

### 進路として
大部分の科学者は、超常現象に関する研究は、（研究者として）実りが無いと見なしている。ただし、すでに終身在職制度で自身の地位が守られている場合は、テーマに人気があろうがなかろうが、自由に研究課題が選べる。
しかし、将来の教授のポジションや終身在職権を狙っている学者が、超常現象の研究を行うことでそれを得るというようなことは非常に困難である。明治大学の石川幹人は、超心理学の周辺の学問（心理学等々）の学位を取得しその分野の研究者の職を得た上で超心理学の研究を行うことをひとつの方法として勧めた。

### 超心理学者のリスト
- オーガスタス・ド・モルガン
- アルベルト・フォン・シュレンク＝ノッチング
- エリオット・カウズ
- フレデリック・ウィリアム・ヘンリー・マイヤース
- ウィリアム・フレッチャー・バレット
- アンドルー・ラング
- エドマンド・ガーニー
- リチャード・ホジソン
- フランク・ポドモア
- チャールズ・フォート
- エドガー・ケイシー
- カート・ジョン・デュカス
- レナード・T・トロランド
- アイリーン・ギャレット
- ロバート・ソーレス
- アレクサンダー・イミック
- アーサー・ヤング
- チャールズ・ベルリッツ
- ロバート・モンロー
- イアン・スティーヴンソン
- クリーヴ・バクスター
- トレヴァー・ジェイムズ・コンスタブル
- エルレンドゥール・ハラルドソン
- スタニスラフ・グロフ
- コリン・ウィルソン
- スタンレー・クリップナー（英語版） （米国の超心理学者）
- スタン・グーチ
- インゴ・スワン
- ジェラルド・ファインバーグ
- ラッセル・ターグ（英語版） - SRIインターナショナル元研究員
- ライアル・ワトソン
- チャールズ・パナティ
- レイモンド・ムーディ
- ブライアン・L・ワイス
- ジョゼフ・マクモニーグル
- ディーン・ラディン
- エリザベス・ターグ（英語版） - ボビー・フィッシャーの姪
- レオ・ルイックビー
- バーナード・カー
- ジム・タッカー
- マイケル・シャーマー
- スーザン・ブラックモア
- 小熊虎之助
- 宮城音弥
- 山本健造
- 大谷宗司
- 本山博
- 市村俊彦
- 定方昭夫
- 志水一夫
- 中村雅彦
- 石川幹人

## 関連文献
- 『ノーベル賞科学者ブライアン・ジョセフソンの科学は心霊現象をいかにとらえるか』（訳・解説：茂木健一郎・竹内薫、徳間書店）：ISBN 4-19-860702-8（原著タイトル：The Paranormal and the Platonic World）
- イヴォール・グラッタン＝ギネス（英語版）  『心霊研究―その歴史・原理・実践』 和田芳久訳 (題名は心霊研究だが、中身は超心理学) ISBN 4-906255-25-6
- イヴォンヌ・カステラン 『超心理学』 田中義廣訳 (文庫クセジュ) ISBN 4-560-05780-X
- ジョン・ベロフ（英語版）  『超心理学史―ルネッサンスの魔術から転生研究までの400年』 笠原敏雄訳 ISBN 4-531-08110-2
- ステイシー・ホーン（英語版）『超常現象を科学にした男―J.B.ラインの挑戦』 ナカイサヤカ訳・石川幹人監修 ISBN 978-4-314-01077-1